# Skogssvin
Skogssvin (Hylochoerus meinertzhageni) är en art i familjen svindjur och den enda arten i sitt släkte. Djuret lever i centrala och västra Afrika.

## Kännetecken
Skogssvinet är den största arten i familjen svindjur. Den når en kroppslängd (huvud och bål) mellan 130 och 210 centimeter, en mankhöjd mellan 75 och 110 centimeter och en vikt mellan 130 och 275 kilogram. Svansen är 30 till 45 centimeter lång. Den östra populationen är i genomsnitt större än den västra. Dessutom är hanar större än honor. Den svarta, långa och grova pälsen saknas delvis hos gamla individer. Dessutom är områden framför ögonen och vid de övre kinderna nästan nakna. Framför ögonen finns även en körtel som är synlig som en spricka i huden. Påfallande är det stora huvudet med den runda skivan runt näshålorna. Hörntänderna är kraftiga men oftast kortare än hos vårtsvinet.

## Utbredning
Artens utbredningsområde ligger i Afrika från Guinea till Etiopien och Tanzania. Det finns tre från varandra skilda underarter längs ekvatorn. Den västra underarten förekommer från Guinea till Ghana, det centralafrikaniska skogssvinet från Kamerun till Kongo-Brazzaville och den östra underarten i ett större område från Kongo-Kinshasa till Etiopien och Tanzania. Habitatet utgörs av tropisk regnskog, av bergsskogar, av andra skogar, av savanner med några träd och buskar samt av ödemark med buskar som tidigare var jordbruksmark. Skogssvinet behöver en permanent vattenansamling  i närheten, en tätare undervegetation och lite variation i växtligheten.

## Levnadssätt
Skogssvin lever i grupper som vanligtvis består av en hane, en till fyra honor och deras ungar. Dessutom förekommer ensam levande hannar. Revirets storlek går upp till 10 kvadratkilometer men reviren är inte tydligt avgränsade från varandra. Hanarna försvarar gruppen mot konkurrenter och fiender och strider även mot leoparder, hyenor och ibland till och med mot människor.
Mellan olika hanar förekommer strider om rätten att leda en grupp. Under striden slår de med huvudena mot varandra och det händer ibland att den ena individens skallben bryts.
Angående aktiviteten finns olika uppgifter. Några forskare hävdar att skogssvin är aktiva på dagen medan andra skriver att arten är aktiv under gryningen och den tidiga natten.

## Föda
Skogssvin livnär sig nästan uteslutande av växtdelar. De äter sötgräs, örter och unga växtskott samt blad av vissa buskar. Jämförd med andra svindjur gräver de inte lika ofta efter rötter. Typiska växter som äts är Mimulopsis solmsii samt arter av släktena Piper och batatsläktet (Ipomoea).
Ibland äter skogssvinet ägg eller kadaver.

## Fortplantning
Efter dräktigheten som varar i ungefär fem månader föder honan två till fyra ungdjur. Före födelsen bygger honan ett tillhåll av gräs och kvistar och cirka en vecka efteråt ansluter hon sig tillsammans med sina ungar till gruppen.
Efter ungefär nio veckor sluter honan att ge di. Ungdjur är könsmogna efter cirka 18 månader.
Livslängden är vanligen upp till 5 år och i sällsynta fall upp till 18 år.

## Skogssvin och människor
Skogssvinet upptäcktes jämförelsevis sent av vetenskapliga forskare. Arten beskrevs så sent som 1904 av den brittiska zoologen Oldfield Thomas. Idag är skogssvinets utbredningsområde delat i olika regioner.
På grund av att de ibland attackerar människor utan varning (troligen för att skydda flocken) beskrivs skogssvin som hotfulla i folktron i de länder som utgör djurets utbredningsområde. Flera folkgrupper skapar sköldar av artens skinn.
Mellan 1930- och 1950-talet hölls flera skogssvin i olika djurparker i Europa och Nordamerika men de överlevde inte längre än fyra år. Antagligen behöver arten speciella födoämnen och ställer andra krav som inte var kända vid denna tidpunkt.
I filmen Hannibal av Ridley Scott bestämmer en av Dr. Lecters motståndare att han skulle ätas av skogssvin efter tillfångatagandet. I den ursprungliga romanen förekommer däremot muterade tamsvin.

## Status
Skogssvinet hotas främst av skogsavverkningar och av andra landskapsförändringar. Djuret jagas även för köttets skull men jaktens intensitet varierar beroende på region. I centrala Kongobäckenet anses köttet vara mindre värdefull. Skogsvin förekommer där och i några andra regioner sällan på marknader för bushmeat. I andra regioner som i Centralafrikanska republiken och i Etiopien jagas arten intensiv. Allmänt räknas arten av IUCN som livskraftig (LC), men beståndet av den västra underarten, H. m. ivoriensis, minskar oroväckande.